# 톰 데이비스 (배우)
톰 데이비스(영어: Tom Davis, 1979년 4월 27일 ~ )는 잉글랜드의 배우, 희극인, 작가이다.